# 灘本昌久
灘本 昌久（なだもと まさひさ、1956年4月6日 - ）は、日本の教育学者。京都産業大学文化学部教授。専門は、差別問題・近現代史。
京都大学文学部史学科卒業、大阪教育大学大学院教育学研究科修了。教育学修士（大阪教育大学）。2000年から2004年まで京都部落問題研究資料センター所長。

## 経歴
兵庫県神戸市にて、百貨店勤務のサラリーマンの家庭に生まれ、小学校2年から千里ニュータウンで育つ。父方も母方も祖父母の代までは被差別部落出身であったが、本人は被差別部落の外に生まれ育った。ただし、父方の祖父の灘本忠左衛門は故郷の精道村（現在の芦屋市）に顕彰碑が建っている程の融和事業家(同和運動にシンパシーを持っていた事業家)であり、母方の祖父の今西今治郎は大阪の豊中水平社の創立者である。しかし当人は「部落問題の部も無いような生活で、家では金銭的苦労も物質的苦労も精神的にも不和で困るようなこともなく、高度経済成長の中で資本主義のいいとこだけを吸って生きてきた人間」と名乗っている。

### 部落解放同盟運動家・新左翼時代
大阪府立豊中高等学校在学中は新左翼運動に傾倒、狭山闘争を中心に部落解放運動に関わりだしてから祖先が被差別部落民であることを知る。また、1970年代半ば以前には、部落解放同盟から「差別映画」と呼ばれた今井正監督作品『橋のない川』の上映阻止運動に関わったが、当時の灘本はこの作品を観たこともないまま、部落解放同盟の主張へ付和雷同的に上映阻止を叫んでいた。1975年までは部落解放同盟へ関わっていた。1993年に、この作品を実際に観て「あまりに想像とちがって、よくできているのでびっくりした」と認識を改め、「思いこみにもとづく闘争は、今から振り返ると空恐ろしいものがあると指摘した。自分で見たこともない映画の阻止闘争。今思い返せばまったく恥じいるばかりである。あの映画製作にあたられた今井監督や俳優その他スタッフのかたには深くおわびする」と反省の弁を述べている。
京都大学文学部在学中は上田正昭の部落史ゼミに参加、部落史を1981年の卒業論文のテーマに選ぶ（「高松差別裁判糾弾闘争について」）。2000年に過去を振り返った際には、その後に世間の部落への関心は急激に薄らいでいったこと、学生解放研活動も急速に消滅していったことを明かしている。彼はその背景について、部落差別の状況は急激かつ大幅改善された結果であり、1981年時点のように、「若い人手がいくらでも調達できる条件は、今の解放運動にはありません」と述べている。

### 部落解放同盟に対する再考・姿勢変化
1986年、「アメリカ黒人の社会的地位に関する論争－W.J.ウィルソン『低下する人種の有意性』をめぐって－」により教育学修士の学位を取得。 卒業後は、1986年より京都部落史研究所の助手に就任。1988年より同研究員として「京都の部落史」編纂事業に携わった（全10巻、1995年完結）。人権教育・同和教育を長らく研究することで考えに変化が起き、糾弾闘争を行う部落解放同盟には1975年時点で距離を置いていたこと、1980代以降から2000年時点には部落差別はほとんど解消された立場であることを明かしている。1993年に自身の部落解放同盟運動家時代を反省を明かし、部落解放同盟の言動へ疑義を呈している。同年から京都産業大学専任講師に着任、1997年助教授へと昇進。
1988年に始まった『ちびくろサンボ』の絶版に際しては、『「ちびくろサンボ」絶版を考える』（径書房、1990年）、『ちびくろサンボよ すこやかによみがえれ』（径書房、1999年）などによって、反対の立場を代表し、同書の新訳も著した（ヘレン・バナーマン 文・絵／灘本昌久訳『ちびくろさんぼのおはなし』径書房、1999年）。1980年代時点で解放同盟の活動は同和地区在住の大衆のためになっていないと指摘し、書籍に対する主張も、差別であるかないかの判定にあたって被差別者の感情を重視する「被差別の痛み論」批判した。
2004年より京都産業大学教授へ昇進。

#### 京都部落問題研究資料センター所長就任・解放同盟との衝突
2000年7月に、京都部落問題研究資料センター（京都部落史研究所から改組）に招聘され、初代所長に就任した。かねてより灘本は、解放同盟が1985年以来から行政へ要求している同和対策事業特別措置法の無期限版たる「部落解放基本法」など部落解放同盟の方針に強く異を唱えてきたので、25年も離れていた部落解放同盟系組織の所長就任時には「確信犯的な私に所長を依頼するとは、部落解放同盟が私との意見の相違に全く気づいていないのか、はたまた根性がよほどすわっているのか、あるいは後継者に窮しているのか、ともかくまったく驚くほかありませんでした」「解放理論の新しい展開にむけて、従来ありがちだったあたり障りない言説を廃し、本音で語る活動をめざして全力でがんばります。乞うご期待」と答えている。
2003年4月25日発行の同センター機関紙『Memento』12号に掲載した論文「部落解放に反天皇制は無用」が、同センターのスポンサーである部落解放同盟京都府連合会を含むセンター関係者の批判を受け、所長辞任を要求された。
これに対して灘本は
1. もともと所長就任にあたり灘本と解放同盟との意見の違いは了解済みだったはずである。いまさら解放同盟の公式方針と異なる意見を表明したからといって辞任を求めるのは不当である。
2. 無報酬でセンターの環境整備に努力した実績を評価しないのは不当である。
3. センターは研究機関であり、解放同盟の教宣部ではない。部落解放運動は民主主義を求める運動であり、民主主義は意見の多様性を尊重する。
4. 辞任要求は本当に解放同盟京都府連の多数意見なのか。
5. 奈良本辰也も井上清も運動団体の御用学者ではなく、解放同盟に苦言を呈することもあった。灘本もその伝統に続いたまでである。問題提起に対して議論で応じることなく、言論を封殺するのは不当である。

と反駁したが、解放同盟京都府連は議論に応じることなく、灘本が辞任しないのであればセンターを封鎖すると通告した。このため、灘本は2004年9月末をもって辞任した。
灘本は後に当時のことを振り返り、それまで解放同盟の公式方針と相容れない発言を繰り返しても許されていたので天皇制に関する問題提起も許されると思っていたこと、ところが意外にも感情的な反発を招いて議論ができない事態に発展したこと、辞任に追い込まれるとは予想していなかったこと、辞任してから解放同盟とはほぼ縁が切れたことを記している。灘本はまた、1990年にセンターで発生しそうになった詐欺行為（当時の所長だった師岡佑行が解放同盟市協議会から900万円の借金の穴埋めを目的とする不正会計への協力を依頼され、これをあっさり内諾した件）を暴露した上で「解放同盟系の研究機関の所長など引き受けたら、どんな不正の片棒を担がされるか分からない」とも述べている。
灘本はまた、
- 2002年、仲田直（佛教大学教授）が天皇から叙勲された際に解放同盟京都府連が祝賀会を開いたこと
- 2004年ごろ、岡山の解放同盟の中央執行委員Dが天皇から叙勲されたとき大々的に祝賀会を開いたこと

を挙げ、解放同盟の「反天皇制」論は口先に過ぎないと指摘している。

### 所長の辞任後
2015年には、戦後の同和団体や支持派で、「時の為政者が人民を支配するために身分差別を作り、お互いを仲たがいさせて支配を安定させた。そのために江戸時代の初め、身分制が確立するときにえた・非人身分というものをつくりました」というのが信じられて主張されていた背景を解説している。理由としては、「行政に対して何か施策(同和事業)を要求する」ために、「今まで何百年政治の都合で虐げられてきて、現在に至るまで政治の怠慢で、我々がかくのごとく差別され貧困に苦しんでいる」というストーリーが都合が良かったのだろうと指摘している。1871（明治4）年に解放令が出した時点で、同和地区の大半の生活は、非常に格別高かったこと、明治新政府が特権や職業ごと取り上げたことで当時一番困っていたのは武士身分を差し置いて「生活保障」を行うなどあり得なかったと指摘している。同和地区が明治時代途中からイメージのような貧困になったのは差別ではなく、悪性インフレ退治政策で起きた。1877年の西南戦争に多額の国家予算がかかった明治政府が大量の不換紙幣を刷ったことによる悪性インフレになり、経済正常化政策の「松方デフレ政策」という不換紙幣の回収政策を行った。この政策のときに部落産業であった皮革産業・履物産業が大打撃を受け、一転してイメージのような貧困状態となったことを解説している。